# Australian Open 2014/Herrendoppel-Rollstuhl
Das Herrendoppel (Rollstuhl) der Australian Open 2014 war ein Rollstuhltenniswettbewerb in Melbourne und fand vom 22. bis zum 25. Januar statt.
Titelverteidiger waren Michaël Jeremiasz und Shingo Kunieda, die aber nicht zusammen antraten.

## Setzliste
| Nr. | Paarung                        | Erreichte Runde |
| --- | ------------------------------ | --------------- |
| 01. | Stéphane Houdet Shingo Kunieda | Sieg            |
| 02. | Gordon Reid Maikel Scheffers   | Finale          |

## Ergebnisse
Zeichenerklärung
- Q = Qualifikant
- WC = Wildcard
- LL = Lucky Loser
- ITF = qualifiziert über ITF-Ranking
- ALT = alternate (Ersatz)
- PR = Protected Ranking
- SE = Special Exempt
- r = retired (Aufgabe)
- d = Disqualifikation
- w.o. = walkover
- [ ] = Match-Tie-Break

|  | Halbfinale | Halbfinale                          | Halbfinale | Halbfinale | Halbfinale |  |  | Finale | Finale                         | Finale | Finale | Finale |
|  |            |                                     |            |            |            |  |  |        |                                |        |        |        |
|  |            |                                     |            |            |            |  |  |        |                                |        |        |        |
|  | 1          | Stéphane Houdet Shingo Kunieda      | 6          | 6          |            |  |  |        |                                |        |        |        |
|  |            | Joachim Gérard Adam Kellerman       | 1          | 4          |            |  |  |        |                                |        |        |        |
|  |            |                                     |            |            |            |  |  | 1      | Stéphane Houdet Shingo Kunieda | 6      | 6      |        |
|  |            |                                     |            |            |            |  |  | 2      | Gordon Reid Maikel Scheffers   | 3      | 3      |        |
|  |            | Gustavo Fernández Michaël Jeremiasz | 2          | 5          |            |  |  |        |                                |        |        |        |
|  | 2          | Gordon Reid Maikel Scheffers        | 6          | 7          |            |  |  |        |                                |        |        |        |
|  |            |                                     |            |            |            |  |  |        |                                |        |        |        |